# Kupin, Hạt Iława
Kupin [ˈkupin] (German Kuppen) là một ngôi làng thuộc khu hành chính của Gmina Zalewo, thuộc quận Iława, Warmian-Masurian Voivodeship, ở miền bắc Ba Lan. Nó nằm khoảng 2 kilômét (1 mi) phía đông Zalewo, 29 km (18 mi)     phía bắc Iława và 58 km (36 mi) về phía tây của thủ đô khu vực Olsztyn.